# David Guzmán
David Alberto Guzmán Pérez, mais conhecido como David Guzmán (San José, 18 de fevereiro de 1990), é um futebolista costarriquenho que atua como volante. Atualmente, joga pelo Saprissa.

## Biografia

### Carreira
Guzmán foi formado nas categorias de base do Deportivo Saprissa e foi revelado em 2009. Jogou 9 anos pelo clube. Em 22 de dezembro de 2016 ele se transferiu para o Portland Timbers, clube da MLS. 

### Seleção
Guzmán defendeu seu país na Copa do Mundo FIFA Sub-17 de 2007 e a Copa do Mundo FIFA Sub-20 de 2009, onde a Seleção Costarriquenha ficou em 4º lugar após perder para a Hungria a disputa pelo 3º lugar. 
Ele fez sua estréia pela seleção principal em outubro de 2010, em um amistoso contra o Peru. Ele jogou a Copa América de 2011 e foi convocado para as Copas Ouro da CONCACAF de 2011, 2015 e 2017.
Em 14 de maio de 2018 foi convocado para a sua primeira Copa do Mundo, após ser chamado pelo técnico Óscar Ramírez para o Mundial da Rússia. 